# Nhân Đức

Vị trí tại Đài Nam

Nhân Đức (tiếng Trung: 仁德區; bính âm: Réndé Qū) là một khu (quận) của thành phố Đài Nam, Trung Hoa Dân Quốc (Đài Loan). Nhân Đức nói chung có địa hình bằng phẳng. Diện tích của quận là 50,7664 km², dân số vào tháng 8 năm 2011 là 69.938 người thuộc 24.979 hộ gia đình, mật độ cư trú đạt 1377,6 người/km². 